# فيرونيكا سميث
فيرونيكا سميث (بالإنجليزية: Veronica Smith)‏ هي مبارزة بالسيف أمريكية، ولدت في 9 يوليو 1942 في بودابست في المجر.

## وصلات خارجية
- فيرونيكا سميث على موقع أوليمبيديا (الإنجليزية)